# Batalla de Favencia
La batalla de Favencia ocurrió en septiembre de 82 a. C. entre el ejército optimate comandado por Quinto Cecilio Metelo Pío y el popular comandado por Gayo Norbano Balbo, en el marco de la primera guerra civil.

## Desarrollo de la batalla
Tras expulsar a Papirio Carbón del Piceno, Metelo acampó en Favencia dispuesto a esperar la llegada de Norbano, quién venía con tropas desde la Galia Cisalpina. A comienzos de septiembre, éste llegó a la región y se dirigió a marchas forzadas hacia el campamento de Metelo y, ni bien llegó trabó combate. Sus soldados estaban cansados de tanto caminar y enseguida se dieron a la fuga. En su huida, se toparon con unos viñedos, siendo muchos los que murieron entre las viñas. Los pocos que escaparon, entre ellos Norbano, se dirigieron a Arímino.